# مؤتمر موسكو (1943)

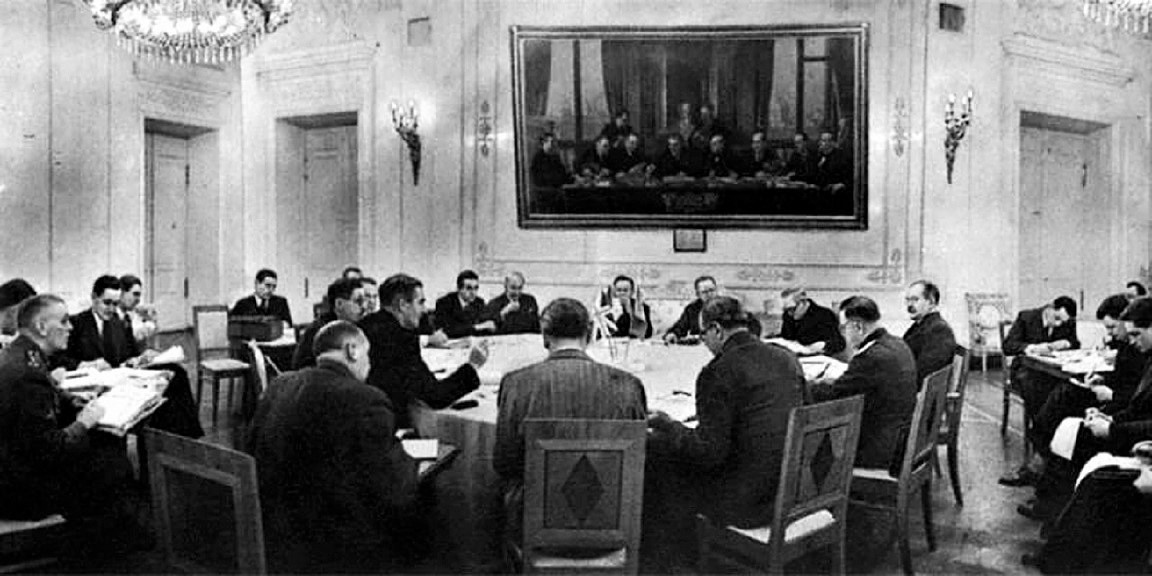
مؤتمر موسكو، 1943

انعقد مؤتمر موسكو الثالث بين الحلفاء الرئيسيين في الحرب العالمية الثانية خلال الفترة من 18 أكتوبر إلى 11 نوفمبر 1943، في موسكو كرملين وقصر سبيريدونوفكا. وكان يتألف من كبار الدبلوماسيين والوزراء والجنرالات الذين ناقشوا التعاون في المجهود الحربي وأصدروا إعلان موسكو.

## التاريخ
عُقدت سلسلة من اثني عشر اجتماعاً بين وزراء خارجية المملكة المتحدة (أنتوني إيدن) والولايات المتحدة (كورديل هال) والاتحاد السوفيتي (فياتشيسلاف مولوتوف)، نتج عنها إعلان موسكو وإنشاء اللجنة الاستشارية الأوروبية. خلال مؤتمر موسكو عام 1943، توصل الاتحاد السوفيتي أخيرًا إلى اتفاق مع الولايات المتحدة وحلفائها لإنشاء منظمة عالمية. تمت دعوة سفير جمهورية الصين في الاتحاد السوفيتي، فو بينغ شيونغ، للتوقيع على إعلان الأمم الأربع.
ومن بين الذين حضروا أيضًا عن الولايات المتحدة سفير الولايات المتحدة أفريل هاريمان، واللواء جون آر دين من جيش الولايات المتحدة، وجرين إتش هاكورث، وجيمس سي دن؛ عن المملكة المتحدة، سفير صاحب الجلالة السير أرشيبالد كليرك كير، وويليام سترانج، والجنرال السير هاستينغز إسماي؛ عن الاتحاد السوفيتي، مشير الاتحاد السوفيتي جوزيف ستالين، كيه إي فوروشيلوف، أيه واي فيشينسكي، نائب مفوض الشعب للشؤون الخارجية ماكسيم ليتفينوف. مسؤول المفوضية الشعبية للشؤون الخارجية ج. ف. ساكسين.

## أهداف المؤتمر
كان مؤتمر موسكو الثالث من المرات الأولى التي التقى فيها وزراء خارجية الولايات المتحدة والمملكة المتحدة والاتحاد السوفيتي ومناقشة المسائل العالمية الهامة. هنا، ناقشوا التدابير التي يجب اتخاذها من أجل تقصير وإنهاء الحرب مع ألمانيا ودول المحور، وكذلك كيفية التعاون الفعال والتعاون السلمي خلال هذه الفترة التي تشير إلى نهاية الحرب. حدد إعلان موسكو، الذي أصدره رسميًا وزراء خارجية رئيس الولايات المتحدة فرانكلين روزفلت، ورئيس الوزراء البريطاني ونستون تشرشل، ورئيس الوزراء جوزيف ستالين رئيس الاتحاد السوفيتي، كيفية التعامل مع هذه القضايا. وتضمنت أربعة أقسام، إعلان الدول الأربع بشأن الأمن العام، وإعلان بشأن إيطاليا، وإعلان بشأن النمسا، وبيان حول الفظائع.
خلال مؤتمر موسكو أيضًا، تم إبرام اتفاقيات لإنشاء لجنة استشارية أوروبية لتقديم توصيات للحكومات المشتركة الثلاث ومجلس استشاري فيما يتعلق بإيطاليا جنبًا إلى جنب مع اليونان ويوغوسلافيا.
في حالة إيطاليا، نص الإعلان على أنه يجب القضاء على الفاشية تمامًا في إيطاليا، وأنه يجب منع جميع الفاشيين من المشاركة في الحياة العامة، وأنه يجب إنشاء «أجهزة ديمقراطية» للحكومة المحلية داخل إيطاليا من قبل قوى الاحتلال.
في حالة النمسا، أعلن ضم ألمانيا للنمسا في عام 1938 لاغياً وباطلاً. لكن شعب النمسا ككل كان مسؤولاً في الإعلان عن المشاركة في الحرب إلى جانب ألمانيا.
في «بيان الفظائع»، أُعلن أنه بعد أي هدنة مع الحكومة الألمانية الحالية أو المستقبلية سيتم إرسال هؤلاء الأفراد الألمان المشتبه في تورطهم في فظائع زمن الحرب في بلدان مختلفة إلى تلك البلدان لمحاكمتهم ومعاقبتهم.

## قراءة معمقة
- Reston، James B (7 نوفمبر 1943)، "London Hopes For a Peace Based on realities"، New York Times، ProQuest Historical Newspapers
- "Texts of Three-Power Conference Documents"، New York Times، ProQuest Historical Newspapers، 2 نوفمبر 1943